# 25. protiletadlový raketový pluk
25. protiletadlový raketový pluk „Tobrucký“ je součástí Vzdušných sil Armády České republiky. Hlavním úkolem útvaru je zabezpečení protivzdušné obrany (PVO) bojových jednotek, vzdušného prostoru České republiky a objektů státního významu v rámci národního posilového systému (NaPoSy) a aliančního systému PVO v Evropě NATINAMDS. Existence útvaru se datuje od 1. ledna 2000, kdy vznikla 43. protiletadlová raketová brigáda, do které byly postupně integrovány všechny protiletadlové jednotky české armády. Od roku 2003 působila jednotka pod názvem 25. protiletadlová raketová brigáda, přičemž k 1. prosinci 2013 přešla na plukovní systém. Velitelem jednotky je od 27. listopadu 2020 plukovník Luděk Teger. Při příležitosti 102. výročí vzniku Československa dne 28. října 2020 udělil prezident Miloš Zeman jednotlivým útvarům pluku bojové prapory a čestné názvy.

## Historie
Na začátku roku 2000 byla vytvořena 43. protiletadlová raketová brigáda ve Strakonicích, která byla v roce 2003 přejmenována na 25. protiletadlovou raketovou brigádu. Tato jednotka se v období let 2003 až 2006 skládala z 251. protiletadlové raketové skupiny vyzbrojené protiletadlovými raketovými komplety (PLRK) 2K12 KUB, 252. protiletadlové raketové skupiny vyzbrojené 9K33 Osa a 9K35 Strela-10 a 253. praporu zabezpečení. Komplet Osa byl v červnu 2006 vyřazen a nahrazen švédským přenosným kompletem RBS-70. Organizační struktura 25. protiletadlového raketového pluku odpovídá poslední reorganizaci někdejší brigády z října 2008.

## Struktura

### 251. protiletadlový raketový oddíl „generála Jaroslava Selnera“[3]
Jednotka je vyzbrojena 4 modernizovanými PLRK 2K12 KUB, které jsou organizovány ve čtyřech bateriích – základních taktických jednotkách schopných samostatné bojové činnosti. Jeden komplet je tvořen samohybným (obrněný transportér MT-LB) řídícím a naváděcím radiolokátorem 1S91 (v roce 2007 modernizován na verzi SURN CZ), čtyřmi samohybnými odpalovacími zařízeními 2P25 (SPU; každé se 3 raketami 3M9M3E na podvozku MT-LB), dvěma nabíjecími přepravníky 2T7 (TZM) na podvozku ZIL-131 a dalším podpůrným zařízením. Oddíl se podílí na činnosti národního posilového systému PVO.

### 252. protiletadlový raketový oddíl  „generála Stanislava Krause"[3]
Výzbroj oddílu představuje 16 přenosných protiletadlových raketových kompletů (PPLRK) velmi krátkého dosahu RBS-70 ve dvou bateriích (po 8 kompletech) k jejichž přepravě slouží specializovaná verze Tatra 810 PVO a 16 novějších PPLRK velmi krátkého dosahu RBS-70NG také ve dvou bateriích (po 8 kompletech) přepravovaných na vozidlech Tatra 815-7 PVO, která poskytují rozšířené možnosti nasazení oproti vozidlům T-810,  ty k 24. červnu 2021 nahradily staré sovětské komplety S-10M. K výcvikovým účelům jsou využívány také přenosné systémy Strela-2M. Jednotka je začleňována do struktur sil rychlé reakce NATO (NRF) a bojového uskupení EU. Ministerstvo obrany (MO) plánuje pořízení dalších RBS-70NG v samohybné verzi na podvozku českého výrobce pro zabezpečení protivzdušné obrany pozemních jednotek v dynamických fázích bojové činnosti.

### Prapor podpory „plukovníka Karla Mathese“[3]
Prapor podpory, dříve označovaný jako 253. prapor zabezpečení slouží k logistickému a bezpečnostnímu zajištění protiletadlových raketových oddílů pluku.
Součástí praporu podpory je i rota bojového zabezpečení aktivních záloh, která plní roli strážní jednotky.

## Výzbroj

### Protiletadlové raketové komplety
| Název           | Obrázek  | Původ   | Určení         | Počet                | Poznámky |
| --------------- | -------- | ------- | -------------- | -------------------- | --- |
| 2K12 M2 KUB     | 2K12 KUB | SSSR    | samohybný PLRK | 4 komplety4 baterie  | Konec technické životnosti v roce 2018. Bílá kniha (z roku 2011) poté nepočítala s další modernizací. V roce 2016 AČR předpokládá pořízení nového protiletadlového raketového systému středního dosahu. |
| RBS-70          | RBS-70   | Švédsko | přenosný PLRK  | 16 kompletů2 baterie | |
| RBS-70NG        | RBS-70   | Švédsko | přenosný PLRK  | 16 kompletů2 baterie | Náhrada za vyřazené systémy 9K35 Strela 10M |
| 9K32M Strela 2M | S-2M     | SSSR    | přenosný PLRK  |                      | Komplety Strela 2M používá 252. protiletadlový raketový oddíl – pouze pro výcvikové účely. |

### Radiolokační výzbroj
| Název        | Obrázek | Původ      | Určení                                      | Počet | Poznámky |
| ------------ | ------- | ---------- | ------------------------------------------- | ----- | --- |
| ReVISOR      |         | Česko      | radar krátkého dosahu                       | 6     | Průzkum vzdušného prostoru v malých výškách, řízení palby protiletadlové raketové čety velmi krátkého dosahu (V-SHORAD). |
| 1S91 SURN CZ |         | SSSR Česko | řídící a naváděcí radiolokátor kompletu KUB | 4     | |

## Galerie

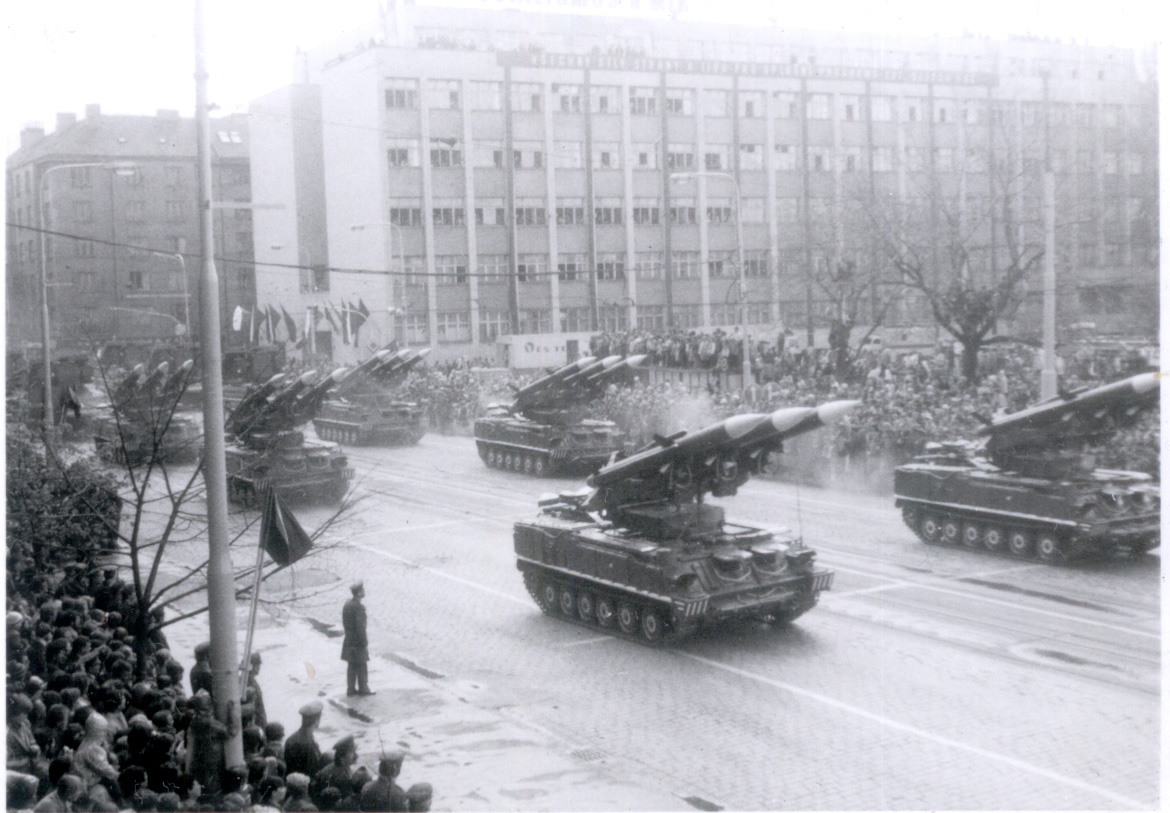
Odpalovací zařízení 2P25 ČSLA v roce 1985
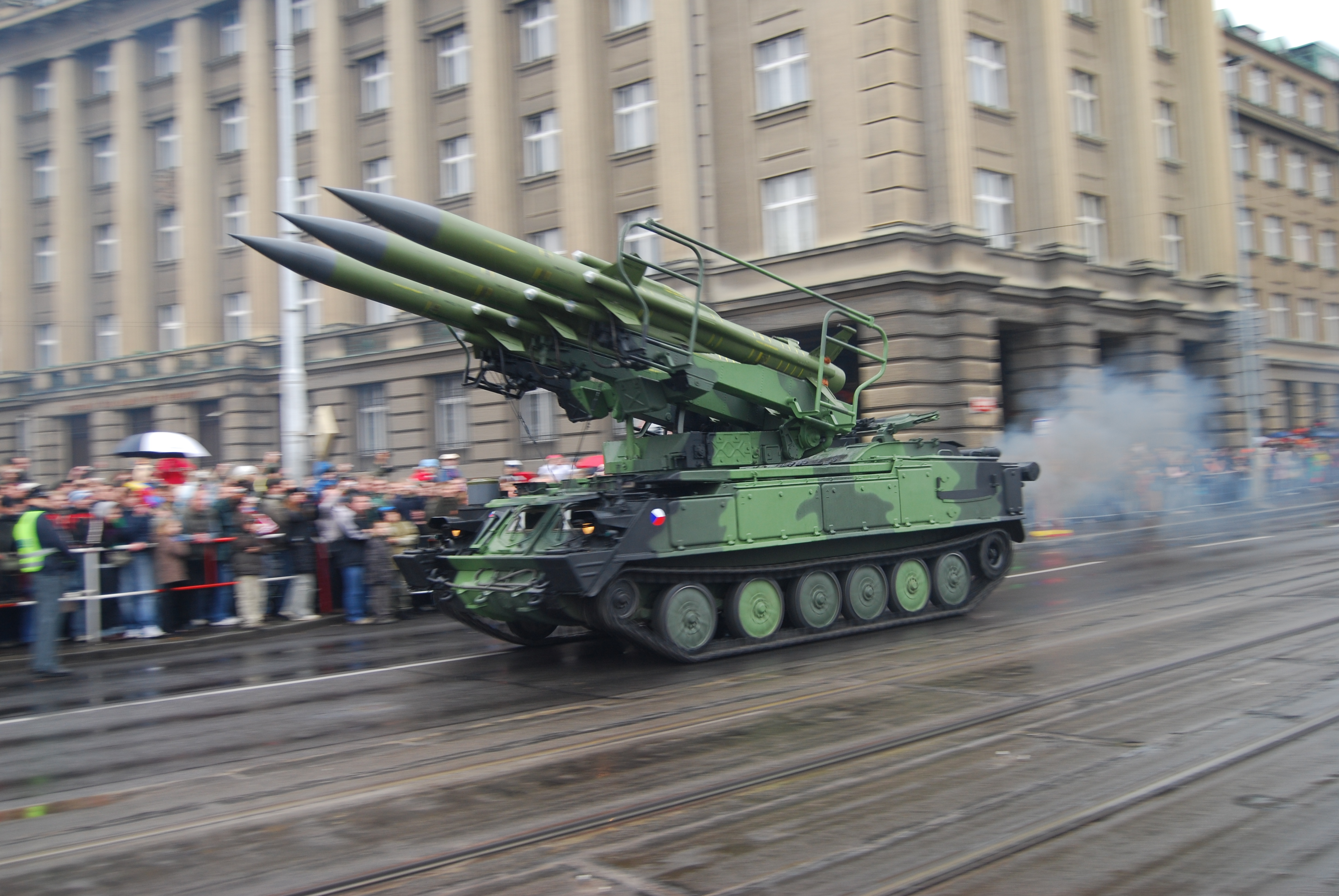
Odpalovací zařízení 2P25 AČR v roce 2008
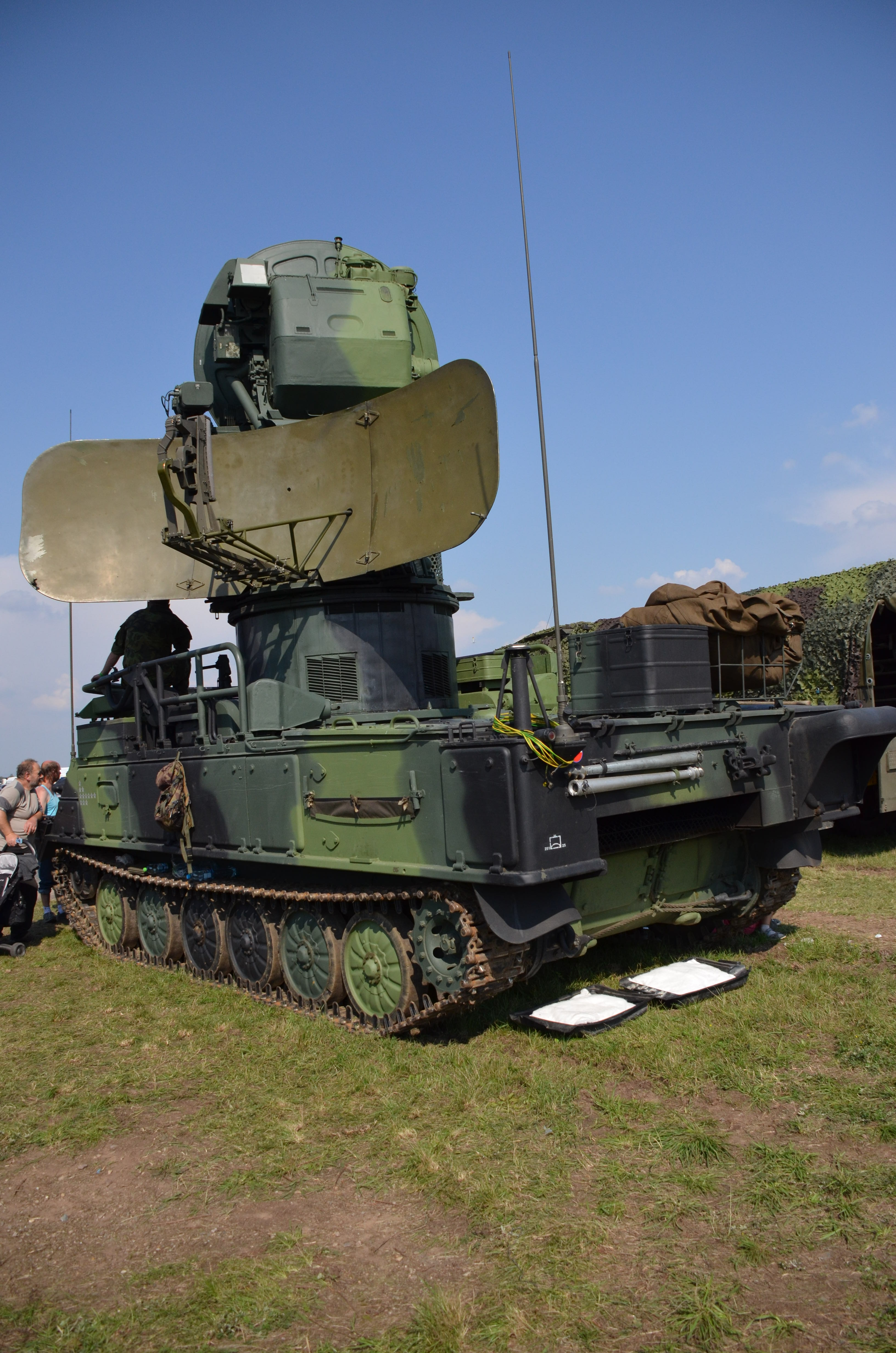
Radiolokátor 1S91 SURN CZ
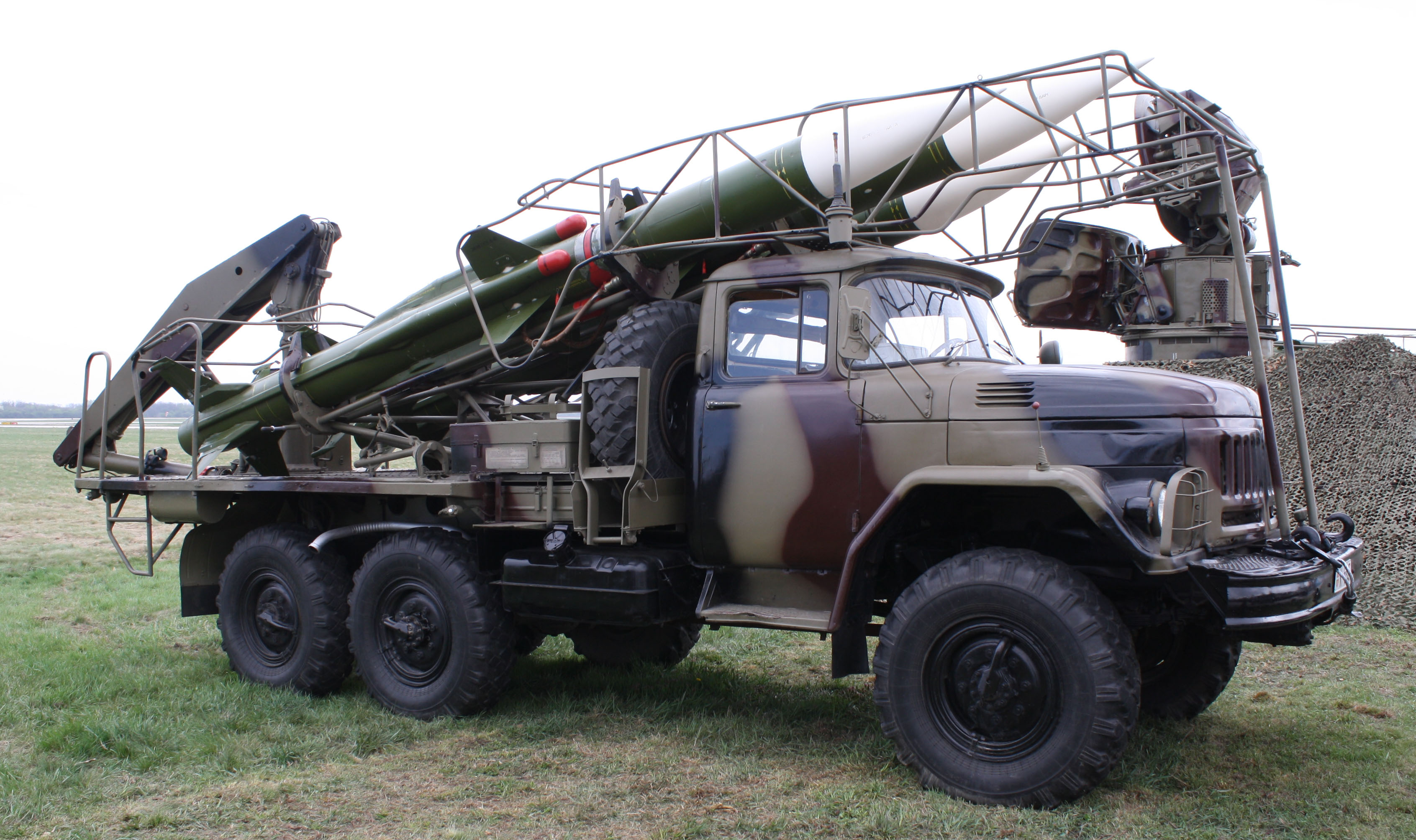
Přepravník 2T7 s raketami 3M9M3E